# Saved by the Bell: The New Class
Saved by the Bell: The New Class is een Amerikaanse sitcom van NBC. In Nederland werd de serie in 2004 uitgezonden op Nickelodeon. De serie is een spin-off van Saved by the Bell.

## Rolverdeling
- Dennis Haskins - Directeur Richard Belding
- Robert Sutherland Telfer - Scott Erickson (seizoen 1)
- Jonathan Angel - Thomas 'Tommy D' De Luca (seizoenen 1-3)
- Isaac Lidsky - Barton 'Weasel' Wyzell (seizoen 1)
- Natalia Cigliuti - Lindsay Warner (seizoenen 1-3)
- Bianca Lawson - Megan Jones (seizoenen 1-2)
- Bonnie Russavage - Vicki Needleman (seizoen 1)
- Dustin Diamond - Samuel 'Screech' Powers (seizoenen 2-7)
- Christian Oliver - Brian Keller (seizoen 2)
- Spankee Rodgers - Bobby Wilson (seizoen 2)
- Sarah Lancaster - Rachel Meyers (seizoenen 2-4)
- Richard Lee Jackson - Ryan Parker (seizoenen 3-5)
- Salim Grant - R.J. "Hollywood" Collins (seizoen 3)
- Samantha Esteban - Maria Lopez (seizoenen 3-7)
- Anthony Harrell - Eric Little (seizoenen 4-7)
- Ben Gould - Nicky Farina (seizoenen 4-7)
- Lindsey McKeon - Katie Peterson (seizoenen 4-7)
- Ashley Lyn Cafagna - Liz Miller (seizoenen 5-7)
- Tom Wade Huntington - Tony Dillion (seizoenen 6-7)

Scott Erickson had veel weg van Zack Morris. Hij wordt verliefd op Lindsay, de vriendin van de minder nuchtere, maar stoere Tommy D.
Thomas "Tommy D" De Luca is de quarterback van het footballteam. Hij heeft een serieuze relatie met Lindsay.
Barton "Weasel" Wyzell is de grootste nerd van de school. Hij is de beste vriend van Scott en is wanhopig verliefd op Megan.
Lindsay Warner is het populairste meisje van school. Ze heeft, de eerste twee seizoenen, een relatie met Tommy D. Ze is altijd vrolijk en optimistisch.
Megan Jones is het slimste student van school. Ze is altijd fanatiek als ze leert en is de beste vriendin van Vicki. Ze walgt van Weasel, die verliefd op haar is.
Vicki Needleman is de beste vriendin van Megan en erg neurotisch. Ze is verliefd op Scott en is ook de cheerleader van de school.
Brian Keller is een student uit Zwitserland en hopeloos verliefd op Rachel. Hij werkt zichzelf dan ook meerdere keren in de problemen om met haar uit te kunnen gaan.
Bobby Wilson is een vrolijke student die altijd een connectie lijkt te hebben met Megan.
Rachel Meyers is een slimme student en overigens een cheerleader. Haar beste vriendin is Lindsay. Haar vriend David studeert al op de universiteit.
R.J. "Hollywood" Collins heeft graag aandacht en is ook een (onsuccesvolle) charmeur. Hij wil dolgraag beroemd worden.
Ryan Parker heeft, net zoals Scott Erickson, veel weg van Zack Morris. Hij is verliefd op Lindsay en strijdt vaak met Tommy D voor een date met haar. Als Lindsay naar de universiteit gaat, wordt hij verliefd op Rachel. Als hij met Nicky om haar moet strijden, lijkt hij ook weer uit beeld te staan voor een date met haar. Toch krijgt hij een relatie met Rachel. Als zij weg is, wordt hij verliefd op Liz.
Maria Lopez is de dochter van een rijke man en geniet hier dan ook met volle teugen van. Ze is soms wat agressief en maakt graag gebruik van haar uiterlijk om haar zin te krijgen.
Nicky Farina is de stiefbroer van Ryan. Hij wordt de populairste jongen van school. Hij is vaak (te) egoïstisch. Hij krijgt een relatie met Katie, maar wordt ook verliefd op Maria en Liz!
Katie Peterson is de aantrekkelijke student. Ze is meestal de onbereikbare tiener en lijkt in niemand van de jongens geïnteresseerd te zijn, op Nicky na...
Eric Little is de populaire footballspeler. Ondanks zijn succes in sport lijkt hij nooit te scoren bij de meisjes.
Liz Miller lijkt de vervanging van Rachel te zijn. Qua innerlijk zijn ze precies hetzelfde. Liz wil graag professioneel zwemster worden. Ryan en Nicky worden op haar verliefd.
Tony Dillon had ook veel weg van Zack Morris. Hij doet veel moeite om met meiden uit te kunnen gaan, waaronder Maria.

## Acteurswisselingen
De serie stond bekend om de uitbreiding van de cast. Acteurs verlieten de serie al na een paar seizoenen en er kwamen ook steeds nieuwe acteurs bij. Sommigen verlieten zelf de serie (o.a. Angel en Cigliuti), maar ook veel acteurs werden ontslagen (o.a. Telfer, Lidsky en Russavage).